# Crash of the Crown
Crash of the Crown è il sedicesimo album in studio del gruppo musicale statunitense Styx, pubblicato nel 2021.

## Tracce
1. The Fight of Our Lives" – 1:54
2. A Monster – 3:27
3. Reveries – 3:03
4. Hold Back the Darkness – 3:58
5. Save Us from Ourselves – 3:02
6. Crash of the Crown – 3:46
7. Our Wonderful Lives – 3:06
8. Common Ground – 4:00
9. Sound the Alarm – 3:25
10. Long Live the King – 6:04
11. Coming Out the Other Side – 3:48
12. To Those – 3:01
13. Another farewall – 2:21
14. Stream – 2:56

## Formazione
- Tommy Shaw – voce, chitarra acustica, chitarra elettrica, mandolino
- James Young – voce, chitarra elettrica
- Chuck Panozzo – basso in Hundred Million Miles from Home
- Todd Sucherman – batteria, percussioni
- Lawrence Gowan – voce, piano, organo Hammond, sintetizzatore
- Ricky Phillips – basso
- Will Evankovich – sintetizzatore, chitarra, effetti, produzione, ingegneria del suono